# Bérczes Mária
Bérczes Mária (Varasdy Ernőné) (Budapest, 1945. május 11. –) magyar balettművész, balettmester. A Noverre Táncművészeti Alapítvány felügyelő bizottsági tagja, valamint a Hóvirág Alapítvány kuratóriumi tagja.

## Életpályája
1955–1964 között az Állami Balettintézetben tanult. 1964–1994 között az Operaházban balettművész volt. 1980–1984 között a Magyar Táncművészeti Főiskola balettpedagógus szakán tanult. 1983-tól a Magyar Táncművészeti Főiskolán történelmi társastáncot és klasszikus balettet oktat. 1990–1998 között a Magyar Táncművészeti Főiskola főiskolai adjunktusa, 1998-tól főiskolai docense volt, 2008-tól egyetemi docens. 2003–2008 között nemzetközi tánckurzusokon balettet és repertoárt tanított. 2005–2007 között a Balett Tanszék tanszékvezető-helyettese volt. 2007-től a Koreográfus- és Táncpedagógusképző Intézet által gondozott szakokon a klasszikus balett szakirány felelőse.

## Családja
Szülei: Bérczes Sándor és Főczén Julianna voltak. 1970-ben házasságot kötött Varasdy Ernő karmesterrel (1927–2015). Egy lányuk született: Tünde (1983).

## Szerepei
- Gould: Táncoló ifjúság (Interplay) – A pulóveresek (Irányzatok)/A természetesek (Vidám szerelem)
- Kacsoh Pongrác: János vitéz – Tündértánc
- Prokofjev: Rómeó és Júlia – Júlia barátnői/Népi táncosok/Szolgáló lányok
- Csajkovszkij: A diótörő – Spanyol tánc
- Gounod: Faust – Walpurgis-éj – IV. tétel
- Csajkovszkij: Csipkerózsika – Ezüst, ékkő/Arany, ékkő
- Mosenthal: Sába királynője – Szólót táncol (I. felvonás)
- Henze: Udine – II. trió
- Csajkovszkij: A hattyúk tava – Spanyol tánc/Menyasszony/Mazurka
- Delibes: Copélia – Pas de six/A harangöntő mester felesége
- Krejn: Laurencia – Flamenco
- Hacsaturján: Spartacus – Táncosnő
- Hérold: A rosszul őrzött lány – Lise barátnői
- Muszorgszkij: Hovanscsina – Szólót táncol
- Hacsaturján: Gajane-szvit – Gajane barátnői
- Rimszkij-Korszakov: Seherezádé – Rabnők
- Stravinsky: A tűzmadár – Partizánok
- Bizet: Carmen – Spanyol táncok
- Wagner: Tannhäuser – A táncbetétet előadja
- Stravinsky: Apolló – Leto szolgálói
- Glazunov: Raymonda-szvit – Szólópárok
- Verdi: Traviata – Spanyol tánc
- Aszafjev: A bahcsiszeráji szökőkút – Két lengyel hölgy

## Díjai
- A Szocialista Kultúráért kitüntetés (1990)
- Lőrinc György-díj (1996)[2]
- Magyar Felsőoktatásért Emlékplakett (2001)[2]
- Magyar Bronz Érdemkereszt (2002)[2]
- Harangozó Gyula-díj (2007)[2]
- A Magyar Érdemrend lovagkeresztje (2015)[2]